# Fernandezia
Fernandezia és un gènere d'orquídies. Conté unes 30-40 espècies natives d'Amèrica del Sud, Central i sud de Mèxic.

## Taxonomia
1. Fernandezia aurantiaca Senghas
2. Fernandezia aurorae (D.E.Benn. & Christenson) M.W.Chase
3. Fernandezia breviconnata (Schltr.) M.W.Chase
4. Fernandezia bryophyta (Schltr.) M.W.Chase
5. Fernandezia bucarasicae (Kraenzl.) M.W.Chase
6. Fernandezia capitata (Kraenzl.) M.W.Chase
7. Fernandezia cardenasii (L.B.Sm. & S.K.Harris) M.W.Chase
8. Fernandezia costaricensis (Ames & C.Schweinf.) M.W.Chase
9. Fernandezia crystallina (Lindl.) M.W.Chase
10. Fernandezia cuencae (Rchb.f.) M.W.Chase
11. Fernandezia cyrtophylla (Schltr.) M.W.Chase
12. Fernandezia dalstroemii (Dodson) M.W.Chase
13. Fernandezia debedoutii (P.Ortiz) M.W.Chase
14. Fernandezia denticulata Ruiz & Pav.
15. Fernandezia distichoides M.W.Chase
16. Fernandezia ecallosa (D.E.Benn. & Christenson) M.W.Chase
17. Fernandezia ecuadorensis (Dodson) M.W.Chase
18. Fernandezia falcifolia (Rchb.f.) M.W.Chase
19. Fernandezia favosifolia (Kraenzl.) M.W.Chase
20. Fernandezia gracillima (C.Schweinf.) M.W.Chase
21. Fernandezia hagsateri (Dodson) M.W.Chase
22. Fernandezia hartwegii (Rchb.f.) Garay & Dunst.
23. Fernandezia hispidula (Rchb.f.) M.W.Chase
24. Fernandezia ionanthera (Rchb.f. & Warsz.) Schltr.
25. Fernandezia lanceolata (L.O.Williams) Garay & Dunst.
26. Fernandezia lycopodioides (Schltr.) M.W.Chase
27. Fernandezia maculata Garay & Dunst.
28. Fernandezia mexicana (Dressler & Hágsater) M.W.Chase
29. Fernandezia micrangis (Schltr.) M.W.Chase
30. Fernandezia micrantha (Schltr.) M.W.Chase
31. Fernandezia minus (Schltr.) M.W.Chase
32. Fernandezia myrtillus (Rchb.f.) Garay & Dunst.
33. Fernandezia nigrosignata (Kraenzl.) Garay & Dunst.
34. Fernandezia nubivaga (L.O.Williams) M.W.Chase
35. Fernandezia parvifolia (Lindl.) M.W.Chase
36. Fernandezia pastii (Rchb.f.) M.W.Chase
37. Fernandezia pectinata (Rchb.f.) M.W.Chase
38. Fernandezia peperomioides (Kraenzl.) M.W.Chase
39. Fernandezia piesikii (Szlach., Mytnik & Rutk.) M.W.Chase
40. Fernandezia pseudodichaea (Rchb.f.) M.W.Chase
41. Fernandezia sanguinea (Lindl.) Garay & Dunst.
42. Fernandezia serra (Rchb.f.) M.W.Chase
43. Fernandezia squarrosa (Lindl.) M.W.Chase
44. Fernandezia stuebelii (Schltr.) M.W.Chase
45. Fernandezia subbiflora Ruiz & Pav.
46. Fernandezia tajacayaensis (D.E.Benn. & Christenson) M.W.Chase
47. Fernandezia tenuis (Schltr.) M.W.Chase
48. Fernandezia theodorii M.W.Chase
49. Fernandezia tica Mora-Ret. & García Castro
50. Fernandezia tortuosa (Foldats) M.W.Chase
51. Fernandezia vaginata (Schltr.) M.W.Chase